# Ferdinand Tiemann
Pour les articles homonymes, voir Tiemann.
Johann Karl Wilhelm Ferdinand Tiemann (né le 10 juin 1848 – mort le 14 novembre 1899) est un chimiste allemand. Il est connu pour être le co-découvreur, avec Karl Reimer, de la réaction de Reimer-Tiemann.

## Biographie
Tiemann commence des études de pharmacie en 1866 à l'université technique Carolo-Wilhelmina de Brunswick. Il obtient son diplôme en 1869. Recommandé auprès de August Wilhelm von Hofmann, il devient la même année l'assistant de ce dernier à l'université Frédéric-Guillaume de Berlin. 
En 1874, avec Wilhelm Haarmann, Tiemann démarre une compagnie après qu'ils ont découvert la synthèse de la vanilline à partir de la coniférine. 
En 1882, Tiemann devient professeur à l'université de Berlin.